# Ольгимунд
Ольгиму́нд (Алгимунт, Ольгимонт) — гольшанский князь, достоверно известный лишь из отчества своего сына Ивана Гольшанского, которое несколько раз встречается в документах 1385—1388 годов.
Некоторые сведения об Ольгимунде присутствуют лишь в некоторых поздних летописях, где Ольгимунд назван наместником великого князя литовского Гедимина в Киеве, принявшим после крещения имя Фёдор, что маловероятно, так как сама принадлежность Киева Гедимину считается сомнительной (возможно, литовцы удерживали Киев непродолжительное время после битвы на реке Ирпень, тогда наместником Гедимина в Киеве был Миндовг Гольшанский, приходившийся Ольгимунту отцом или братом). Согласно летописи Археологического товарищества, великий князь гольшанский Ольгимунд был сыном Миндовга, очевидно, что не великого князя литовского Миндовга, а Миндовга Гольшанского. Евреиновская летопись называет Ольгимунда сыном Гольши, легендарного основателя Гольшан и рода Гольшанских герба Гипоцентавр.
В Хронике Быховца Гольша назван представителем рода Довспунгов, братом Тройдена и сподвижником Витеня, также там упомянут сын Гольши Миндовг. В Хронике литовской и жмойтской Миндовг и Ольгимонд называются братьями — сыновьями Гольши. Современный белорусский историк Вячеслав Носевич считает, что легенда о происхождении Гольшанских от родственников Тройдена вполне может иметь под собой реальную основу.
Возможно, речь идёт о двух Ольгимундах — сыне Гольши и его внуке от Миндовга, которому первый Ольгимунд в этом случае приходится дядей.